# Chaînon Sarikol
Le chaînon Sarikol est un massif montagneux situé entre le Tadjikistan, la République populaire de Chine et l'Afghanistan, dans le Pamir. Il culmine à 6 351 mètres d'altitude au pic Lyavirdyr.

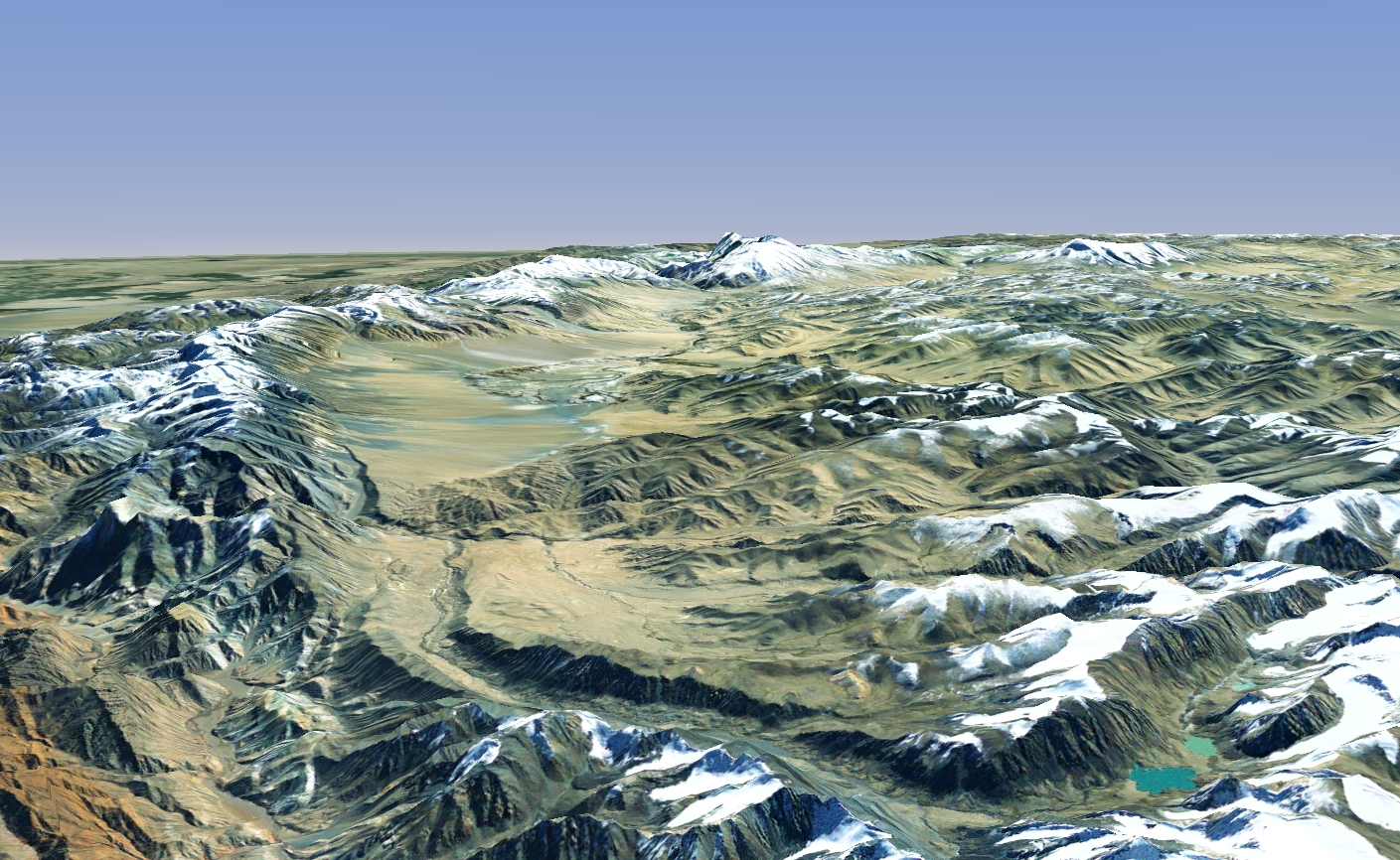
Image de synthèse représentant le chaînon Kashgar à gauche et une partie du chaînon Sarikol à droite.